# Яковлєв Іван Васильович
Я́ковлєв Іва́н Васи́льович (*17 липня 1881, село Малі Лизі, Татарстан — †30 січня 1931, місто Казань) — російський просвітник, публіцист, письменник, етнограф та методист.

## Життєпис
Народився в селі Малі Лизі Балтасинського району Татарстану. Закінчив Казанську вчительську семінарію в 1901 році. В 1901—1907 роках працював вчителем в Пермській та В'ятській губерніях, потім в зразковій початковій удмуртській школі при Казанській семінарії (1907). За участь у хвилюваннях та за публіцистичну статтю «Асьмелэн улэмъёсмы» («Наше життя», 1907) був засуджений (1908) та засланий в Костромську губернію (1910—1912). Брав участь у виданні журналів «Удмурт калыклы кулэ кенешъёс» («Корисні поради удмуртам») та «Музъем ужась» («Землероб»).
Допомагав в організації удмуртського робітничого факультету при Казанському університеті, навчав удмуртських студентів в радянській партійній школі, Татарському комуністичному вузі, педагогічному інституті на робітничому факультеті.
Автор більш як 50 опублікованих робіт: з удмуртського мовознавства, етнографії удмуртів, поетичних збірок, словників та підручників з удмуртської мови. Його підручник «Грамматические упражнения для инородческих школ в трёх частях» (Казань, 1906; 10-е видання 1916) отримав признання у національних школах Поволжя, Уралу, Сибіру та Середньої Азії. Автор першого порівняльного діалектичного словника удмуртської мови «Удмуртъёслэсь огогзылэсь мукет сямен вераськон кылъёссэс валэктись книга» (1919), в якому наводяться слова 6 різних діалектів удмуртської мови. Ним написаний перший шкільний підручник «Удмурт кылрадъян» («Елементарна граматика удмуртської мови» (1927, 1929, 1931). В ньому вперше найбільш системно викладені розділи удмуртської мови, розроблена удмуртська граматична термінологія, встановлені окремі нормативні правила орфографії удмуртської мови. В літературу увійшов на початку 1900-их років як публіцист. Писав гострі полемічні статті про навчання дітей на рідній мові.
В 1907 році в Санкт-Петербурзі видав збірник публіцистичних статей «Современные вопросы инородческого просвещения». Як поет відомий після 1917 року. Опублікував 2 поетичні збірки: «Удмурт кылбуръёс» («Удмуртські вірші», 1922) та «Вормонтэм батыр» («Неперемоги», 1928).

### Твори
- Заметки о священном озере вотяков Казанского уезда и моление на нём//Известия об-ва археологии, истории, этнографии при Казанском ун-те. Т.19. Вып. 3—4. Казань, 1903;
- Удмурт кырзанъёс. Казань, 1905;
- Вторая книга для чтения на вотском языке. Казань, 1908;
- Основные правила вотского правописания. Ижевск, 1924.